# سوپربول ۵۲
سوپربول ۵۲ (انگلیسی: Super Bowl LII) پنجاه و دومین دورهٔ سوپربول و ۴۸مین مسابقهٔ قهرمانی در عصر جدید لیگ ملی فوتبال بود. در پایان فیلادلفیا ایگلز توانست نیو انگلند پتریوتس را با نتیجه ۴۱–۳۳ در شکست دهد.